# Campeonato Mundial de Lucha de 1907
El III Campeonato Mundial de Lucha se celebró en Fráncfort (Alemania) entre el 19 y el 20 de mayo de 1907 bajo la organización de la Federación Internacional de Luchas Asociadas (FILA) y la Federación Alemana de Lucha. Solamente se compitió en las categorías del estilo grecorromano.

## Resultados

### Lucha grecorromana
| Evento | Oro                          | Plata                   | Bronce                      |
| ------ | ---------------------------- | ----------------------- | --------------------------- |
| 75 kg  | Christoph Übler Alemania     | Uwe Volkert Alemania    | Julius Fleischmann Alemania |
| 85 kg  | Harald Christensen Dinamarca | Johann Winkler Alemania | Hugo Edingshaus Alemania    |
| +85 kg | Hans Egeberg Dinamarca       | Heinrich Rondi Alemania | Gustav Sperling Alemania    |

## Medallero
| Núm. | País      | Oro | Plata | Bronce | Total |
| ---- | --------- | --- | ----- | ------ | ----- |
| 1    | Dinamarca | 2   | 0     | 0      | 2     |
| 2    | Alemania  | 1   | 3     | 3      | 7     |
|      | TOTAL     | 3   | 3     | 3      | 9     |